# The Great Kai & J. J.
The Great Kai & J. J. è un album discografico dei musicisti jazz statunitensi Kai Winding e J. J. Johnson pubblicato nel 1961. Si tratta del primo LP in assoluto pubblicato dall'etichetta Impulse! Records da poco formatasi.

## Tracce
1. This Could Be the Start of Something Big (Steve Allen) - 3:13
2. Georgia on My Mind (Hoagy Carmichael, Stuart Gorrell) - 3:52
3. Blue Monk (Thelonious Monk) - 4:31
4. Judy (J. J. Johnson) - 4:06
5. Alone Together (Howard Dietz, Arthur Schwartz) - 3:36
6. Side by Side (Harry M. Woods) - 3:06
7. I Concentrate on You (Cole Porter) - 4:03
8. Theme from Picnic (Allen, Duning) - 4:05
9. Trixie (Johnson) -  5:10
10. Going, Going, Gong! (Winding) - 3:11
11. Just for a Thrill (Lil Hardin Armstrong, Don Raye) - 3:19

- Traccia 1 registrata il 3 ottobre 1960, tracce 3, 6, & 7 il 2 novembre 1960, tracce 5, 8, 10, & 11 il 4 novembre 1960; e tracce 4, 2 & 9, l'8 novembre 1960.

## Formazione
- J. J. Johnson, Kai Winding: trombone
- Bill Evans: pianoforte
- Paul Chambers (tracce 1, 3, 6, 7); Tommy Williams (tracce 2, 4, 5 & 8-11): contrabbasso
- Roy Haynes (tracce 1, 3, 6, 7); Art Taylor (tracce 2, 4, 5 & 8-11): batteria